# Pseudoselago ascendens
Pseudoselago ascendens là một loài thực vật có hoa trong họ Huyền sâm. Loài này được (E. Mey.) Hilliard miêu tả khoa học đầu tiên năm 1995.